# Зося (фильм)
«Зося» (пол. Zosia) — советско-польский художественный фильм, снятый в 1967 году на Киностудии им. Горького режиссёром Михаилом Богиным.
Экранизация одноименной повести Владимира Богомолова.
Премьера состоялась 19 сентября 1967 года.

## Сюжет
Заканчивается Великая Отечественная война. В маленькую польскую деревушку прибывает отряд советских солдат. Один из них, привлекательный и молодой Михаил, встречается с местной польской девушкой Зосей. Он начинает ухаживать за ней, Зося отвечает Михаилу взаимностью. Взаимное недоверие из-за сложных отношений между поляками и русскими солдатами, а также перспектива быстрой отправки на фронт не могут стать препятствием зарождающейся любви между Зосей и Михаилом.

## В ролях
- Пола Ракса — Зося
- Юрий Каморный — Михаил, старший лейтенант, начальник штаба
- Николай Мерзликин — Виктор Байков, комбат, старший лейтенант
- Зыгмунт Зинтель — старик Стефан
- Барбара Баргеловская — Ванда
- Веслава Мазуркевич — мать Зоси
- Георгий Бурков — Семёнов
- Александр Граве — комбриг, подполковник
- Пантелеймон Крымов  — Петр Савельевич Махин, рядовой
- Николай Хангажиев — сержант
- Любовь Корнева — ефрейтор Катя Игумнова
- Юрий Сорокин — связист с перевязанной головой
- Иван Матвеев — Сушков